# Otto Alcenius
Otto Alfred Alcenius, född 24 augusti 1838 i Kronoby, död 20 januari 1913 i Helsingfors, var en finländsk botanist och numismatiker. Han var son till Elias Robert Alcenius och Fredrika Vilhelmina Lescelius.
Alcenius verkade 1859–1865 som lärare i matematik och naturalhistoria vid olika läroverk, undervisade 1865–1889 vid lantbruksskolan i Korsholm och var 1889–1899 sekreterare i Vasa läns lantbrukssällskap; han flyttade därefter till Helsingfors, där han helt ägnade sig åt numismatisk forskning. Han skrev den tidigare i landets svenskspråkiga läroverk allmänt använda floran Finlands kärlväxter, ordnade i ett naturligt system (1863). Den 12:e och sista upplagan trycktes så sent som 1953. Han räknas som darwinismens första förespråkare i Finland.

## Verk
- Finlands kärlväxter (1863)[3]
- Betydelsen af Darwins teori för det naturliga vextsystemet (1864)
- Fyra anglosachsisk-tyska myntfynd i Finland (1894-1897)
- Myterna i Kalevala (1904)